# 5581 Mitsuko
5581 Mitsuko eller 1989 CY1 är en asteroid i huvudbältet som upptäcktes den 10 februari 1989 av de båda japanska astronomerna Toshimasa Furuta och Masayuki Iwamoto vid Tokushima. Den är uppkallad efter Mitsuko Iwamoto, fru till en av upptäckarna.
Den tillhör asteroidgruppen Nysa.